# Mroczki-Kawki (gromada)
Mroczki-Kawki – dawna gromada, czyli najmniejsza jednostka podziału terytorialnego Polskiej Rzeczypospolitej Ludowej w latach 1954–1972.
Gromady, z gromadzkimi radami narodowymi (GRN) jako organami władzy najniższego stopnia na wsi, funkcjonowały od reformy reorganizującej administrację wiejską przeprowadzonej jesienią 1954 do momentu ich zniesienia z dniem 1 stycznia 1973, tym samym wypierając organizację gminną w latach 1954–1972.
Gromadę Mroczki-Kawki z siedzibą GRN w Mroczkach-Kawkach utworzono – jako jedną z 8759 gromad na obszarze Polski – w powiecie makowskim w woj. warszawskim, na mocy uchwały nr VI/10/6/54 WRN w Warszawie z dnia 5 października 1954. W skład jednostki weszły obszary dotychczasowych gromad Brzuze Duże, Brzuze Małe, Drozdowo, Drozdowo Nowe, Dzbądź, Łachy, Łachy Nowe, Mroczki-Kawki, Mroczki-Rębiszewo, Napiórki Butne, Napiórki Ciężkie i Orłowo ze zniesionej gminy Sielc tymże powiecie. Dla gromady ustalono 18 członków gromadzkiej rady narodowej.
31 grudnia 1959 z gromady Mroczki-Kawki wyłączono wsie Dzbądz i Mroczki-Rembiszewo, włączając je do gromady Różan w tymże powiecie, po czym gromadę Mroczki-Kawki zniesiono a jej (pozostały) obszar włączono do gromady Rzewnie tamże.